# De Mote

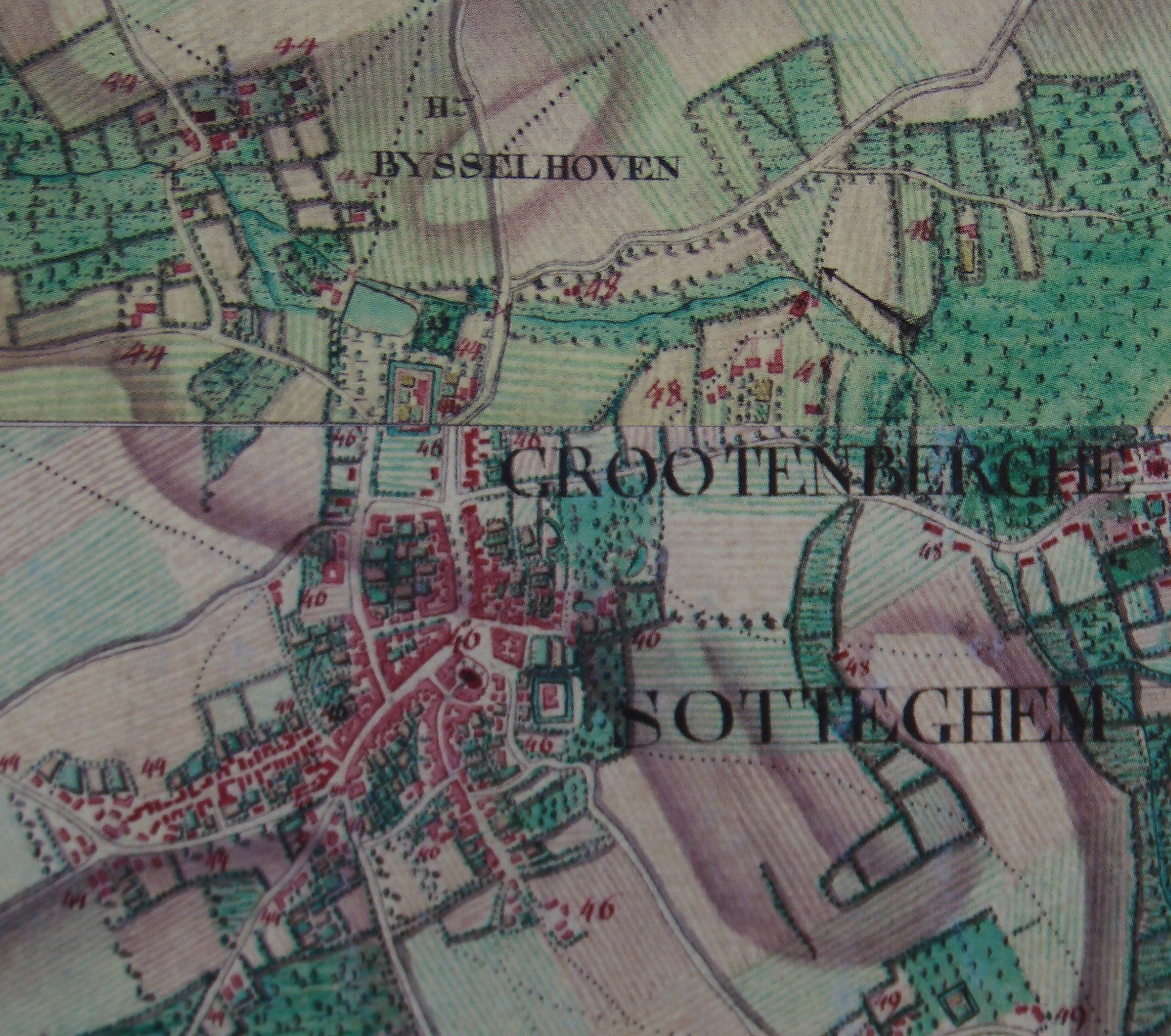
De Mote als omwald goed (rechts van de kerk) op de Ferrariskaarten

De Mote is een voormalig omwald goed in het Belgische Zottegem. De Mote lag vlakbij de Markt (dreef tot herberg De Gouden Leeuw) en de huidige Nieuwstraat. Het was minstens van het begin van de 16de eeuw tot het einde van de 18de eeuw een omwalde plek met boerderij en later hof van plaisance (soort kasteel). 
De plek werd bewoond door achtereenvolgens de families De Colfmaeckere, Berens, Van Evenepoel, Ghijs, De Smet en Fisco. De oudste vermelding dateert uit 1655, toen de Mote (van Gents eigenaar Bartel van den Putte) werd vermeld als 
belle motte, envirronée d'eauwe et fossez, et la dessus une maison de plaisance ... tout derrière et lez église du dit lieu.
Op de kaart van Philips De Dijn uit 1629 staat de mote afgebeeld en beschreven als "Berens huis". Midden 17de eeuw was de familie de Colfmaeckere eigenaar. In 1661 werd het goed verkocht aan Christiaen van Evenepoel, een voormalig officier in het Franse leger, ontvanger van de stad Ninove (hij huwde met de Zottegemse Maria De Mets). Vanaf 1694 kwam De Mote in het bezit van de familie Ghijs (onder andere Charles Ghijs, amman van de Vrijheid Zottegem) en vanaf 1776 kwam De Mote in handen van de familie Fisco. Dokter Pierre Joseph Antoine Fisco (1727, Leuven-1796) was licentiaat in de geneeskunde aan de universiteit van Leuven en trouwde in 1754 met Marie De Smedt, dochter van de baljuw van de baronie Gavere. In 1776 werd De Mote beschreven als een casteel genaempt de mote rond in sijnen wal met de grond van de boerderij waarop een duifhuis staat en met dreven en een grote moestuin. Op de Ferrariskaarten is duidelijk het omwalde terrein met bebouwing te zien. In 1780 en 1783 verkocht dokter Fisco het goed; midden 19de eeuw staat het op de Popp-kaarten als een onbebouwd omwald terrein. Toen rond 1865 de Stationsstraat werd aangelegd, verdwenen de laatste resten van de omwalde Mote. De bron die de gracht voedde, werd gebruikt voor mouterij Van Oudenhove. 
De huidige Zottegemse straatnamen De Mote en Motesteeg verwijzen naar het vroegere omwalde goed.